# Теория потребления
Теория потребления (англ. consumer choice) — одна из основополагающих дисциплин микроэкономики. Она исследует экономические решения, в особенности в области потребления частными экономическими агентами.
В теории потребления анализируется, как потребители максимизируют желательность своего потребления, измеряемую их предпочтениями при условии ограничения их бюджета.
Потребление логически отделено от производства, потому что в нём участвуют два разных экономических агента. В первом случае потребление осуществляется первичным индивидом; во втором случае производитель может произвести нечто такое, что он сам не потребил бы. Поэтому здесь задействованы разные мотивации и способности. Модели, составляющие теорию потребления, используются для представления перспективно наблюдаемых моделей спроса для отдельного покупателя на основе гипотезы ограниченной оптимизации. Основными переменными, используемыми для объяснения скорости приобретения (спроса) товара, являются цена за единицу этого товара, цены на сопутствующие товары и состояние потребителя.
Закон спроса гласит, что норма потребления падает по мере роста цены товара, даже когда потребитель получает денежную компенсацию за эффект более высокой цены; это называется эффектом замещения. По мере того как цена товара растёт, потребители будут уходить от покупки этого товара, выбирая всё больше альтернатив. Если не происходит компенсации за рост цен, как это обычно бывает, то снижение общей покупательной способности из-за роста цен приводит для большинства товаров к дальнейшему снижению требуемого количества; это называется эффектом дохода. Кроме того, по мере роста благосостояния индивида спрос на большинство товаров увеличивается, сдвигая кривую спроса выше по всем возможным ценам.

## Основные допущения

### Удовлетворение потребностей
Теория потребления основывается на допущении, что агент стремится к удовлетворению всех своих материальных и нематериальных потребностей. Удовлетворение потребностей является главным смыслом экономической деятельности. Чем лучше оно удаётся агенту, тем выше польза как экономическое понятие.

### Предпочтения
Частные агенты имеют индивидуальные предпочтения, отличающиеся друг от друга. Эти предпочтения состоят в иерархии, что означает, что определённые экономические блага агенты связывают с более высокой полезностью, чем иные блага. То же самое касается и сочетаний нескольких благ по отношению с иными сочетаниями благ. Соотношение между количеством потребляемых благ и их полезностью изображается функцией полезности. Соотношение сочетаний различных благ по отношению к друг другу и их полезность изображается кривыми безразличия.
Альтернативный подход к определению выбора потребителя — подход выявленных предпочтений.
Также предполагается, что потребителю не знакомы чувства зависти и сострадания.

### Рациональное поведение
Каждый частный агент пытается в рамках имеющегося в распоряжении бюджета максимизировать удовлетворение своих потребностей, то есть свою пользу, достигаемую потреблением благ. Возможности потребления, которые есть у частного агента, находятся ниже так называемой бюджетной кривой. Существует допущение, что агент действует рационально. Дополнительно допускается, что индивидуальные спрос и предложение не имеют влияния на рыночные цены. Частные агенты могут варьировать лишь количества потребляемых благ.

## Решения частных агентов
Для удовлетворения потребностей агент должен принять два решения:

### Решения спроса
На основе имеющегося в распоряжении бюджета агент создаёт спрос на рынках благ. Спрашиваемое количество зависит от того, какая комбинация благ способна принести агенту наибольшую пользу. Выбор происходит на основе рыночных цен на эти блага. Анализ решений спроса позволяет определить индивидуальные функции спроса. Она объясняет взаимосвязь между спросом и ценами (эластичность спроса по цене), а также между спросом и доходом (эластичность спроса по доходу).

### Решения предложения
Каждый частный агент предлагает на рынках факторов производства работу и капитал. Таким образом агент принимает решения:
- сколько работы он желает предложить на рынках факторов производства (то есть разделение своего времени на рабочее и свободное время). Подобный анализ выдаёт личные функции предложения труда.
- сколько капитала он желает предложить на рынках факторов производства. Это решение о разделении своего бюджета на потребление и сбережение, которые по сути является проблемой максимизации полезности во времени, так как агент выбирает между сегодняшним и будущим потреблением. Подобный анализ даёт объяснение, почему существует рынок ценных бумаг и каким образом он увеличивает пользу.

Предлагаемые и спрашиваемые количества благ частного агента взаимозависимы, так как влияют на имеющийся в распоряжении бюджет.